# 公認会計士・監査審査会
公認会計士・監査審査会（こうにんかいけいし・かんさしんさかい）は、金融庁に属する審議会等の一つ。英語名はCertified Public Accountants and Auditing Oversight Board。略称はCPAAOB。アメリカ合衆国で発覚したエンロン社、ワールドコム社による巨額の粉飾決算事件を受けた2003年5月の公認会計士法改正に伴い、2004年4月にこれまでの公認会計士審査会の業務を拡大して設立された。
アメリカ合衆国証券取引委員会の公開企業会計監督委員会（w:Public Company Accounting Oversight Board)に相当する組織といわれる。

## 任務
1. 日本公認会計士協会による品質管理レビューのモニタリング
2. 公認会計士等の処分の調査審議及び監督官庁への勧告
3. 公認会計士試験の実施に関する事務
4. 公認会計士等に対する立入検査

を行うことを目的とする(公認会計士法35条、49条の3)。

## 会長及び委員名簿・略歴
下記に事例として、令和5年5月1日の会長及び委員名簿・略歴を記載する。
| 氏名                    | 略歴 | 備考                                                     |
| 会長（常勤） 松井隆幸   | 元青山学院大学大学院会計プロフェッション研究科教授                                                             | 千葉大学人文学部法経学科卒業、中央大学大学院単位取得退学 |
| 委員（常勤） 青木雅明   | 東北大学名誉教授                                                                                               | 東北大学経済学部卒業、東北大学大学院単位取得退学         |
| 委員（非常勤） 浅見裕子 | 学習院大学大学院経営学研究科委員長・教授、学習院大学経済学部教授、大建工業㈱社外取締役、茨城大学監事（非常勤） | 慶應義塾大学経済学部卒業、東京大学大学院修了             |
| 委員（非常勤） 上田亮子 | SBI大学院大学経営管理研究科教授                                                                                | 横浜市立大学商学部卒業、千葉商科大学大学院修了           |
| 委員（非常勤）古布薫    | インベスコ・アセット・マネジメント㈱運用本部日本株式運用部ヘッド・オブ・ＥＳＧ                                 | 一橋大学経済学部卒業                                     |
| 委員（非常勤）玉井裕子  | 長島・大野・常松法律事務所パートナー、㈱国際協力銀行社外監査役                                                 | 東京大学法学部卒業、ハーバード・ロースクール修了         |
| 委員（非常勤）千葉通子  | 元新日本有限責任監査法人シニアパートナー                                                                       | 中央大学法学部卒業                                       |
| 委員（非常勤）徳賀芳弘  | 京都先端科学大学理事・経済経営学部長、京都大学名誉教授・特任教授、京都大学経営管理大学院客員教授               | 九州大学経済学部卒業、九州大学大学院単位取得退学         |
| 委員（非常勤）皆川邦仁  | 参天製薬㈱社外取締役、日本板硝子㈱社外取締役                                                                   | 慶應義塾大学商学部卒業                                   |
| 委員（非常勤）吉田慶太  | 有限責任監査法人トーマツパートナー                                                                             | 慶應義塾大学経済学部卒業                                 |
| ----------------------- | --- | -------------------------------------------------------- |